# 粗唇高原鳅
粗唇高原鳅（学名：Triplophysa crassilabris）为輻鰭魚綱鲤形目條鳅科高原鳅属的鱼类。在中国，分布于四川的若尔盖地区和茂县等，常见于湖泊浅水水草多的水体。该物种的模式产地在辖曼、茂县。

## 扩展阅读
維基物種上的相關：粗唇高原鳅